# Studii slavice
Studiile slavice sau slavistica (împrumutat din rusescul славистика) reprezintă totalitatea disciplinelor care studiază limba, literatura, cultura, istoria și felul de viață al popoarelor slave.